# Jasne błękitne okna (album)
Jasne błękitne okna – album zawierający muzykę do filmu Jasne błękitne okna skomponowaną przez Wojciecha Waglewskiego.

## Lista utworów
1. ,,Jasne błękitne okna wersja uboga"
2. "Piosenka męska - instrumentalna"
3. "Wieczorny"
4. "Jasne błękitne okna wersja wypasiona"
5. "Nocny"
6. "Piosenka męska z głosem ludzkim"
7. "Północny"
8. "Południowy"
9. "Piosenka kobieca"